# Cyclométicone
Le cyclométicone, décaméthylcyclopentasiloxane (« D5 ») ou cyclopentasiloxane, est une silicone utilisé en cosmétique comme agent antistatique, émollient, après-shampooing, humectant, solvant et agent de contrôle de la viscosité. On le trouve dans de nombreux produits capillaires. Il a un impact environnemental non négligeable étant donné qu'il n’est pas biodégradable.
De ce fait, le cyclométicone est interdit dans l'Union européenne, de même que d'autres silicones très utilisés en cosmétiques : l’octaméthylcyclotétrasiloxane (cyclotetrasiloxane, N° CAS 556-67-2) (« D4 ») et le dodécaméthylcyclohexasiloxane,(cyclohexasiloxane, no CAS 540-97-6, « D6 »).
Il est classé en tant que perturbateur endocrinien,.